# مارتن غريغوري
مارتن غريغوري (بالإنجليزية: Martin Gregory)‏ (10 فبراير 1965 بمالطا - ) هو مدرب كرة قدم ولاعب كرة قدم مالطي في مركز الهجوم. شارك مع منتخب مالطا لكرة القدم. أما مع النوادي، فقد لعب مع سلايما واندريرز ونادي فلوريانا.

## وصلات خارجية
- مارتن غريغوري على موقع قاعدة بيانات كرة القدم.إي يو (الإنجليزية)
- مارتن غريغوري على موقع ناشيونال فوتبول تيمز (الإنجليزية)
- مارتن غريغوري على موقع عالم كرة القدم.نت (الإنجليزية)